# 堕天使カナン
『堕天使カナン』（だてんしカナン）は原悠衣の漫画作品。『月刊コミックブレイド』2005年5月号から9月号で連載された。単行本は全1巻（全5話）。

## ストーリー
カナンは堕天使。「上の世界」で東の牢の番をしていた。ある日、カナンは牢の「死神」に逃げられてしまう。「死神」を連れ戻すため、「下の世界」に降りていく。
カナンが人々の「願い」、そして「幸せ」について考える話。

## 登場人物
カナン
主人公。外見は8,9歳程度だが実際の年齢は不明。堕天使でありながら人を幸せにしようとする。その際、木でできた十字架形の杖を用いる。
嫌いな言葉は「恨み、つらみ」。言葉を復唱する癖がある。また、人の名前を漢字で呼ぶことは無い。いつもポルカをつれている。
ポルカ
カナンと一緒にいる謎の動物。よく人の頭を噛む（目的があって噛む事もある）。
カナンの姉
カナンのことを影から見守って（正確には見張って）いる。
カナンは「お姉ちゃん」と呼んでいるが、名前は作中に登場していない。
「死神」
人の魂を奪いすぎたため東の牢に収用されている死神。脱獄したが連れ戻されて刑が重くなったが、いわゆる「極悪人」ではない。
カナンは「死神さん」と呼んでいるが、名前は作中に登場していない。

## その他の登場人物
隼斗
第一話に登場。ボーっとした性格。「死神」を捕まえるためカナンに願いをかなえさせた。カナンの黒い羽を「天使の羽」だと言った。
沙耶香
第一話に登場。隼斗のことが好きらしいが、その性格にいらいらしている。
葵
第二話に登場。何か重い病気で入院している青年。本来はもうすぐ死ぬはずだった。茉莉に笑ってほしいと思っている。
茉莉
第二話に登場。実は人間ではなく、病院の花壇の白バラである。葵に枯れそうになっていたところを助けてもらい、恩を返そうと思っている。
裕貴
第三話に登場。テストの点が悪く、いらいらしていた時にカナンに出会う。カナンを利用して陸に日頃の復讐をしようとする。
陸
第三話に登場。裕貴より頭がよく、よく裕貴のことをからかう。性格はやや楽天的で、電柱が倒れてきても動じなかった。

## 設定
天使
人々のささやかな「願い」をかなえることができる。ただし、何でもできるわけではない。
「大天使」も存在する。「下の世界」の幸を保つ。
死神
人々の「寿命」を奪う。寿命を奪うことで生きられる。ただし、過度にとりすぎてはいけない。人間よりはるかに長寿だが、不死ではない。
「王」が存在する。「下の世界」の不幸を保つ。
堕天使
天使と死神の中間の存在。人の「寿命」を使い、「願い」をかなえる。本来、人の願いを叶える事も、「下の世界」に降りることも許されていない。堕天使は、カナン一人だけである。
上の世界
天使、死神、そして堕天使の住む世界。「扉」で下の世界とつながっている。
下の世界
一般の人間のすむ世界。人間たちは「上の世界」の存在を知らない。本作のストーリーは主にこの世界で進む。

## 単行本
- 堕天使カナン ISBN 4-86127-210-6 2005年11月18日発行